# Ангел на скръбта
Ангелът на скръбта е надгробна скулптура, създадена от американския скулптор Уилям Уетмор Стори (1819 – 1895) през 1894 г.
Намира се в Протестантското гробище в Рим, Италия. Под скулптурата са погребани нейният създател и жена му.
Статуята е послужила като първообраз на други такива статуи. Сред най-известните нейни копия са в градовете Станфорд Нови Орлеан, Колма в  Съединените американски щати.
Изображение на „Ангелът на скръбта“ може да бъде видяно и на обложките на някои музикални албуми като Once на Nightwish, Evanescence EP на Evanescence, Embossed Dream in Four Acts на Odes of ecstasy и The Edges of Twilight на The Tea Party.